# (315166) Pawelmaksym
(315166) Pawelmaksym – planetoida z głównego pasa planetoid, odkryta w kwietniu 2007 roku przez Klub Astronomiczny BDTeam z XXVII Liceum Ogólnokształcącego im. Tadeusza Czackiego w Warszawie, w ramach Międzynarodowej Kampanii Poszukiwania Asteroid (International Asteroid Search Campaign). Klub bierze w niej udział dzięki współpracy z programem Hands on Universe-Europe. 22 lipca 2013 roku Międzynarodowa Unia Astronomiczna zatwierdziła oficjalnie i opublikowała w cyrkularzach Minor Planet Center, zaproponowaną nazwę „Pawelmaksym” dla uhonorowania polskiego miłośnika astronomii Pawła Maksyma, założyciela Obserwatorium Astronomicznego im. Papieża Sylwestra II w Bukowcu, który zmarł w lutym 2013.
Udział uczniów w kampanii polega na przeglądaniu zdjęć przysłanych przez Astronomical Research Institute, wyszukiwaniu obiektów, które mogą być planetoidami poprzez analizę tych zdjęć i obróbkę przy pomocy specjalnego oprogramowania, a następnie raportowaniu swoich propozycji do ARI, gdzie spostrzeżenia te są ponownie analizowane. Później ewentualne odkrycia zostają potwierdzane.
W kampanii uczestniczą szkoły w Stanach Zjednoczonych, a także trzy polskie. Pierwsze dwie planetoidy (2007 CV54 i 2007 DP49) odkryli Maciej Małkowski i Piotr Tylenda, uczniowie X Liceum w Toruniu, pracujący pod opieką nauczyciela fizyki Bogdana Sobczuka, następną (2007 GH2) ZSO w Szczecinie. (315166) Pawelmaksym jest czwartą w kolejności.
Położenie planetoidy w momencie odkrycia:
- rektascensja: 12h 11m 17,61s
- deklinacja: +10° 27' 29,3"

Znajdowała się ona wtedy na pograniczu gwiazdozbiorów Lwa i Panny. Miała jasność obserwowaną 20,9m.